# Serrolecanium kawaii
Serrolecanium kawaii är en insektsart som beskrevs av Hendricks och Kosztarab 1999. Serrolecanium kawaii ingår i släktet Serrolecanium och familjen ullsköldlöss. Inga underarter finns listade i Catalogue of Life.